# Васильев, Сергей Владимирович
Сергей Владимирович Васильев (род. 28 марта 1963, Лихославль, Калининская область) — российский антрополог, кандидат биологических наук (1993), доктор исторических наук (1999). Основатель и главный редактор журналов «Вестник антропологии» (из списка ВАК) и «Российский журнал физической антропологии». Заведует Центром физической антропологии Института этнологии и антропологии РАН (ИЭА РАН). Автор и соавтор ряда публикаций по антропологии в ведущих отечественных и мировых журналах (включая Science и Nature). Внес значительный вклад в сохранение и развитие физической антропологии в России.

## Биография
В 1980 году окончил школу и год работал учителем биологии и химии в сельской школе. С 1981 по 1983 год служил в ВС СССР, исполняя интернациональный долг в Афганистане. В 1983 году поступил на биологический факультет МГУ им. М. В. Ломоносова и в 1989 году окончил университет по кафедре антропологии. С 1989 по 1992 год обучался в очной аспирантуре биологического факультета МГУ. В 1993 году защитил диссертацию в Институте антропологии МГУ на соискание ученой степени кандидата биологических наук по теме «Коммуникация приматов и проблема происхождение речи». С 1993 по 1996 год работал сперва младшим научным сотрудником, а затем научным сотрудником Института этнологии и антропологии РАН. С 1996 по 1998 являлся докторантом Института этнологии и антропологии РАН, с 1998 по 2002 год — ведущим научным сотрудником. В 1999 году защитил докторскую диссертацию по теме «Дифференциация плейстоценовых гоминид». С 2002 года являлся заведующим отделом, а с 2013 года — заведующим Центром физической антропологии, главным научным сотрудником ИЭА РАН.

## Научная деятельность
Основные научные интересы: эволюция человека, морфология и этология приматов; палеоантропология Древнего Египта; изучение населения России с палеолита до Средневековья; биологическая история айнов, эскимосов, якутов (Саха), народов Кавказа; палеоклимат и адаптация к окружающей среде, палеодиета, палеопатология, палеогенетика.
Работает в сотрудничестве с Научно-исследовательским центром «Курчатовский институт», Лабораторией исторической генетики МФТИ, Лабораторией Геогенетики (Копенгаген, Дания), Лабораторией Эволюционной антропологии (Вена, Австрия). С 1987 года регулярно принимал участие в археологических и антропологических экспедициях, изучающих памятники эпох палеолита, неолита, бронзы и средневекового времени на территории России, Белоруссии, Египта.
За период до 2013 года осуществил около 130 полевых выездов.
Автор более 425 научных публикаций, в том числе двух авторских и 24 коллективных монографий. Начиная с 2008 года подготовил 7 кандидатов исторических наук, успешно защитивших свои диссертации. С 2002 по 2025 год — член диссертационного совета в ИЭА РАН.

## Издательская работа
В 1996 выступил инициатором создания альманаха «Вестник антропологии» и по состоянию на 2025 год является его главным редактором. Альманах стал журналом с 2013 года. В 2015 году журнал получил свидетельство о государственной регистрации. Журнал входит в систему Russian Science Citation Index (RSCI) и включен в список ВАК.
В 2021 году основал «Российский журнал физической антропологии» и по состоянию на 2024 год является его главным редактором. В 2021 году журнал получил свидетельство о государственной регистрации.
Также основал серию книг «Палеоантропология средневековых городов и селений России» и серию книг «Доисторический человек».

## Награды
- Благодарность за добросовестное и образцовое выполнение воинского и интернационального долга по оказании помощи афганскому народу. (Командир Мартиросов А. П.)
- Медаль «70 лет Вооруженным силам СССР»
- Благодарность за значительный вклад в развитие сферы науки и многолетний добросовестный труд. (Минобрнауки России)
- Медаль «300 лет Российской Академии Наук»

## Научные труды

### Основные публикации на русском языке
- Алексеева Т. А., Зубов А. А., Лебединская Г. В., Рыкушина Г. В., Васильев С. В., Королев В. В., Березовский М. Е., Григорьева М. А., Нарина М. В., Тишин В. С., Иванов Н. В. Медико-антропологическое исследование костных останков из Екатеринбургского некрополя // Покаяние: Материалы правительственной Комиссии по изучению вопросов, связанных с исследованием и перезахоронением останков Российского Императора Николая II и членов его семьи: Избранные документы : сборник документов. — Выбор, 1998. — С. 95—164. — P. 288. — ISBN 5-87468-039-X.
- Дифференциация плейстоценовых гоминид. — М.: Изд. УРАО, 1999. — 150 с. — ISBN 5-204-00184-0.
- Население Древней Руси (Альбом в лицах): коллективная монография. С. В. Васильев, А. В. Рассказова и др; отв. редактор С. В. Васильев; сост. Е. А. Просикова; Институт этнологии и антропологии им. Н. Н. Миклухо-Маклая РАН. М.: АМА-ПРЕСС, 2024, — 180 с., ил

### Основные статьи на английском языке
- Sikora M. et al. Ancient genomes show social and reproductive behavior of early Upper Paleolithic foragers (англ.) // Science : journal. — 2017. — 3 November (vol. 358, no. 6363). — P. 659—662. — doi:10.1126/science.aao1807.
- Stepanchuk V. N., Vasilyev S. V. et al. The last Neanderthals of Eastern Europe: Micoquian layers IIIa and III of the site of Zaskalnaya VI (Kolosovskaya), anthropological records and context (англ.) // Quaternary International : journal. — 2017. — Vol. 428. — P. 132—150.
- Vasilyev S., Amirkhanov H. Palaeolithic Caucasus: Paleoanthropology Panorama (англ.) // Quaternary International : journal. — 2018. — Vol. 465. — P. 105—116.
- Mathieson I. et al. The genomic history of Southeastern Europe (англ.) // Nature : journal. — 2018. — Vol. 555, no. 7695. — P. 197—203.
- Flegontov P. Palaeo-Eskimo genetic ancestry and the peopling of Chukotka and North America (англ.) // Nature : journal. — 2019. — Vol. 570. — P. 236–240.
- Vagheesh M. et al. The formation of human populationsin South and Central Asia (англ.) // Science : journal. — 2019. — 6 September (vol. 365, no. 6457). — doi:10.1126/science.aat7487.
- Sirak K. et al. Human auditory ossicles as an alternative optimal source of ancient DNA. (англ.) // Genome Research : journal. — 2020. — March (vol. 30). — P. 427—436. — doi:10.1101/gr.260141.119.
- Saag L., Vasilyev S. V. Genetic ancestry changes in Stone to Bronze Age transition in the East European plain (англ.) // Science Advances : journal. — 2021. — 20 January (vol. 7, no. 4). — P. 1—17. — doi:10.1126/sciadv.abd6535.
- Harney E. et al. A minimally destructive protocol for DNA extraction from ancient teeth (англ.) // Genome Research : journal. — 2021. — 31 March (no. 3). — P. 472–483. — doi:10.1101/gr.267534.120.
- Stansfield E., Mitteroecker P, Vasilyev S. Y., Vasilyev S., Butaric L. N. Respiratory adaptation to climate in modern humans and Upper Palaeolithic individuals from Sungir and Mladeč. (англ.) // Nature Scientific Reports : journal. — 2021. — No. 11:7997. — doi:10.1038/s41598-021-86830-x.
- Valtuenaa A. A. et al. Stone Age Yersinia pestis genomes shed light on the early evolution, diversity, and ecology of plague (англ.) // PNAS : journal. — 2022. — Vol. 119, no. 17. — doi:10.1073/pnas.2116722119.
- Allentoft M. E. Population genomics of post-glacial western Eurasia (англ.) // Nature : journal. — 2024. — January (vol. 625, no. 7994). — P. 301—311. — ISSN 10.1038/s41586-023-06865-0.

### Монографии
- Герасимова М. М., Васильев С. В. Эволюционная морфология нижней челюсти человека. — М.: Старый сад, 1998. — 172 с. — ISBN 5-89930-015-09.
- Дифференциация плейстоценовых гоминид. — М.: Изд. УРАО, 1999. — 150 с. — ISBN 5-204-00184-0.
- Васильев С. В., Зубов А. А., Герасимова М. М., Боруцкая С. Б., Кожин П. М., Халдеева Н. И. Доисторический человек. Биологические и социальные аспекты. / С. В. Васильев. — М.: Оргсервис-2000, 2006. — 204 с. — ISBN 5-98115-062-9.
- Боруцкая С. Б., Васильев С. В. Проблемы происхождения бипедии гоминид. — М.: Ассоц. Экост, 2007. — 127 с. — ISBN 5-900395-49-9.
- Доисторический человек. Морфология и проблемы таксономии. Часть 2. М., «Оргсервис — 2000», 2010, 214 стр. (в соавтор. с Зубовым А. А., Боруцкой С. Б., Халдеевой Н. И.).
- Васильев С. В. и др. Доисторический человек. Морфология и таксономия Нариокотоме III. Часть 3. — М.: ИЭА РАН, 2012. — 176 с. — ISBN 978-5-9903872-9-4.
- Халдеева Н. И., Васильев С. В., Герасимова М. М., Харламова Н. В., Акимова Е. В. Доисторический человек. Человек позднего плейстоцена — раннего голоцена на юге Средней Сибири. Палеоантропологическая находка в Лиственке. Часть 4. Воронеж, ВГПУ, 2017, 76 С.
- Саливон И. И., Васильев С. В. и др. Палеоантропология Беларуси. Под редакцией Саливон И. И., Васильева С. В. Минск, Беларуска навука, 2015, 369 С.
- Березина Н. С., Гусаров Ю. В., Кугураков И. Г., Боруцкая С. Б., Васильев С. В., Мордвинова А. И., Халдеева Н. И., Харламова Н. В. Чебоксары: история и тайны Николаевского девичьего монастыря. Чебоксары, 2016, 208 С.
- Боруцкая С. Б., Васильев С. В., Журавлев О. П., Зубов А. А., Левчук П. А., Логвиненко В. Н., Палиенко С. В., Рыжов С. Н., Сапожникова Г. Н., Степанчук В. Н., Федорченко Е. С., Халдеева Н. И., Харламова Н. В., Цвелых А. Н. Поздние неандертальцы Крыма. Заскальная VI (Колосовская). Слои III и IIIa. Коллективная монография. Под редакцией В. Н. Степанчука и С. В. Васильева Под редакцией В. Н. Степанчука и С. В. Васильева. Киев: ЧП "Издательство «СЛОВО», 2018, 228 С.
- Александровская Е. И., Беляков А. В., Боруцкая С. Б., Васильев С. В. и др. Некрополь русских великих княгинь и цариц в Вознесенском монастыре Московского Кремля. Материалы исследований в 4 томах. Том 3. Погребения XVI-начала XVII века. Часть 1. ООО «Типография Парадиз» Москва, 2018, 395 с.
- Александровская Е. И., Беляков А. В., Боруцкая С. Б., Васильев С. В. и др. Некрополь русских великих княгинь и цариц в Вознесенском монастыре Московского Кремля. Материалы исследований в 4 томах. Том 3. Погребения XVI-начала XVII века. Часть 2. ООО «Типография Парадиз» Москва, 2018, 447 с.
- Александровская Е. И., Барсукова Т. Н., Боруцкая С. Б., Васильев С. В. и др. Некрополь русских великих княгинь и цариц в Вознесенском монастыре Московского Кремля. Материалы исследований в 4 томах. Том 4. Погребения XVII — первой трети XVIII века. Часть 1. ООО «Типография Парадиз» Москва, 2021, 392 с.
- Александровская Е. И.,Барсукова Т. Н., Боруцкая С. Б., Васильев С. В. и др. Некрополь русских великих княгинь и цариц в Вознесенском монастыре Московского Кремля. Материалы исследований в 4 томах. Том 4. Погребения XVII — первой трети XVIII века. Часть 2. ООО «Типография Парадиз» Москва, 2021, 360 с.
- С. В. Васильев и др. История России в лицах (по материалам антропологической реконструкции). Альбом. Коллективная монография. ИЭА РАН.- М.: «АМА-ПРЕСС», 2019. 136 с.
- Васильев С. В. Палеоантропология города Кашин XV—XVII вв. [Коллективная монография] / С. В. Васильев, С. Б. Боруцкая, Н. В. Харламова, С. Е. Андреев, Н. Е. Персов, В. В. Солдатенкова. М.: Буки Веди, 2020. 132 с. (Серия «Палеоантропология средневековых городов и селений России»).
- Антропологическая характеристика населения восточноевропейских городов XI—XIX веков / И. И. Саливон, Васильев С. В. [и др.]; Национальная академия наук Беларуси Ин-т истории, Российская академия наук, Ин-т этнологии и антропологии им. Н. Н. Миклухо-Маклая. — Минск; Беларуская навука, 2021,- 267 с.
- C. Н. Астахов, М. М. Герасимова, С. В. Васильев, Н. И. Халдеева, Н. В. Харламова, С. Б. Боруцкая. Исход из Африки и первые европейцы. Иллюстрированный атлас эректоидных форм Африки и Европы / Коллективная монография; ИЭА РАН. — М.: Издательство «Перо», 2022. 127 с.
- Загадочные рязано-окцы: коллективная монография. Е. В. Веселовская, С. В. Васильев, А. П. Гаврилов и др.; отв. Редакторы: Е. В. Веселовская, О. М. Григорьева; Институт этнологии и антропологии им. Н. Н. Миклухо-Маклая РАН// М.:Интел-Вест, 2023. 148с.
- С. В. Васильев, С. Б. Боруцкая, А. В. Новиков, О. В. Новикова, А. Н. Иванов, Д. В. Шполянская. Палеоантропология и археология села Исупово Костромской области XVI—XVIII веков. 2023. М.: Интел-Вест, 160 с.20 а.л. Гриф ИЭА РАН
- Население Древней Руси (Альбом в лицах): коллективная монография. С. В. Васильев, А. В. Рассказова и др; отв. редактор С. В. Васильев; сост. Е. А. Просикова; Институт этнологии и антропологии им. Н. Н. Миклухо-Маклая РАН. М.: АМА-ПРЕСС, 2024, — 180 с., ил
- Homo sungirensis. Верхнепалеолитический человек: экологические и эволюционные аспекты исследования. Москва. Научный мир, 2000, 468 стр. (в соавт. с Бадер Н. О., Алексеевой Т. И., Бужиловой А. П.. Медниковой М. Б.. Козловской М. В., Герасимовой М. М., Зубовым А. А., Сулержицким Л. Д., Хрисанфовой Е. Н., Харитоновым В. М. Никитюком Б. А., Лебединской Г. В.) (6 статей).
- Антропология ногайцев. // Материалы по изучению историко-культурного наследия Северного Кавказа, вып. IV, изд. «Памятники исторической мысли», Москва, 2003, 243 стр., (в соавт. с М. М. Герасимовой, Г. В. Рыкушиной, Д. В. Пежемским, Н. А. Суворовой, Н. А. Дубовой, Г. Л. Хить и др.) (2 статьи).

### Учебные пособия
- Основы возрастной и конституциональной антропологии. — М.: РОУ, 1996. — 216 с. — ISBN 5-204-00063-1.